# Lombro
Lombro is een plaats (frazione) in de Italiaanse gemeente Corteno Golgi.